# (255) Oppavia
(255) Oppavia ist ein Asteroid des mittleren Hauptgürtels, der am 31. März 1886 vom österreichischen Astronomen Johann Palisa an der Universitätssternwarte Wien entdeckt wurde.
Der Asteroid wurde benannt nach der Stadt Opava (Troppau) in der Mährisch-Schlesischen Region in Tschechien. Troppau ist der Geburtsort von Palisa und gehörte zur damaligen Zeit zu Österreich-Ungarn.
Aufgrund ihrer Bahneigenschaften wird (255) Oppavia zur Gefion-Familie gezählt.

## Wissenschaftliche Auswertung
Aus Ergebnissen der IRAS Minor Planet Survey (IMPS) wurden 1992 Angaben zu Durchmesser und Albedo für zahlreiche Asteroiden abgeleitet, darunter auch (255) Oppavia, für die damals Werte von 57,4 km bzw. 0,04 erhalten wurden. Eine Auswertung von Beobachtungen durch das Projekt NEOWISE im nahen Infrarot führte 2011 zu vorläufigen Werten für den Durchmesser und die Albedo im sichtbaren Bereich von 61,4 km bzw. 0,03. Nachdem die Werte nach neuen Messungen mit NEOWISE 2012 auf 64,7 km bzw. 0,03 geändert worden waren, wurden sie 2014 auf 56,9 km bzw. 0,04 korrigiert. Nach der Reaktivierung von NEOWISE im Jahr 2013 und Registrierung neuer Daten wurden die Werte 2015 zunächst mit 57,3 km bzw. 0,03 angegeben und dann 2016 korrigiert zu 52,3 oder 56,0 km bzw. 0,04 oder 0,03, diese Angaben beinhalten aber alle hohe Unsicherheiten.
Eine spektroskopische Untersuchung von 820 Asteroiden zwischen November 1996 und September 2001 am La-Silla-Observatorium in Chile ergab für (255) Oppavia eine taxonomische Klassifizierung als X-Typ.
Photometrische Messungen des Asteroiden fanden erstmals statt am 4. März 1986 am La-Silla-Observatorium. Während der dreistündigen Beobachtung konnte jedoch keine Helligkeitsveränderung festgestellt werden. Neue Beobachtungen gab es vom 13. bis 23. Mai 2009 am Oakley Southern Sky Observatory in New South Wales, Australien. Aus der aufgezeichneten Lichtkurve wurde nun eine Rotationsperiode von 19,57 h abgeleitet. Weitere Messungen während sechs Nächten vom 22. Januar bis 1. März 2013 am Organ Mesa Observatory in New Mexico führten zu einem genaueren Wert von 19,499 h.
Aus archivierten Daten des Asteroid Terrestrial-impact Last Alert System (ATLAS) aus dem Zeitraum 2015 bis 2018 wurde dann in einer Untersuchung von 2020 mit der Methode der konvexen Inversion für ein dreidimensionales Gestaltmodell des Asteroiden eine Position für die Rotationsachse mit prograder Rotation sowie eine Periode von 19,4973 h bestimmt.
Aus den Daten von ATLAS konnte in einer Untersuchung von 2022 mit der Methode der konvexen Inversion noch einmal eine Rotationsperiode von 19,497 h bestimmt werden. Im Jahr 2023 wurde aus photometrischen Messungen von Gaia DR3 erneut ein dreidimensionales Gestaltmodell des Asteroiden für eine Rotationsachse mit prograder Rotation und einer Periode von 19,498 h berechnet.